# Idenor
För andra betydelser, se Idenor (olika betydelser).
Idenor (uttalas i-denå-r) är kyrkbyn i Idenors socken i nordvästra delen av i Hudiksvalls kommun, Gävleborgs län. 
Idenors samhälle ligger cirka 3 kilometer sydost om Hudiksvall. Idenors kyrka ligger en kilometer sydost om orten. Strax intill kyrkan ligger Idenors skola som rymmer årskurs F–6 samt fritidsverksamhet.

## Historia
Namnet Idenor har tolkats som en sammansättning av orden id och nor, där id syftar på fisken id. Nor tros antingen komma från ett fornnodiskt ord för sund eller från en benämning för en "säckformad havsvik".
Området kring Idenor har varit bebott sedan stenåldern och över 100 fornminnen finns registrerade i området.
2015 upphörde Idenor att klassas som en småort.